# Coronación papal de Pablo VI
Pablo VI fue coronado como Papa en la Plaza de San Pedro de la Ciudad del Vaticano el 30 de junio de 1963 nueve días después de su elección. En la coronación estuvieron presentes representantes de más de 90 países y organizaciones internacionales. El Papa fue coronado con una tiara hecha a la medida. La práctica de la coronación papal fue abandonada después de que sus sucesores, empezando por Juan Pablo I, adoptaron una ceremonia más sencilla que no incluía la imposición de una tiara papal.

## Ceremonia
Anticipando la presencia de grandes multitudes, la coronación papal tuvo lugar por primera vez en la plaza exterior de la Basílica de San Pedro debido a que gran parte del interior de la basílica era inaccesible por la realización del Concilio Vaticano II. La ceremonia fue programada a las 18.00 horas para evitar el calor vespertino. Más de 90 países y organizaciones internacionales enviaron delegaciones incluyendo a los presidentes de Brasil e Irlanda y el rey y la reina de Bélgica. Asistieron unos 71 cardenales. El trono papal estaba revestido de blanco y fue situado frente a la entrada principal de la basílica, a ambos lados se colocaron bancos cubiertos de color carmesí para los cardenales y otros clérigos de alto rango. Los asientos para el cuerpo diplomático estaban situados a la derecha del Papa y a su izquierda se reservaron asientos para sus familiares, la realeza europea, la nobleza romana, los dignatarios asistentes y los periodistas, también se habilitaron plazas adicionales para los periodistas en los tejados del Palacio Apostólico y en las columnatas que rodean la plaza. Unos 400 periodistas asistieron a la conferencia de prensa de Pablo VI en vísperas de su coronación y 500 asistieron a dicho evento. En el lugar fue erigido un altar con candelabros dorados y un crucifijo del artista renacentista Benvenuto Cellini.
Un grupo de guardias suizos encabezó la procesión papal hacia la plaza seguido por miembros de la Casa Pontificia y un asistente que llevaba la tiara papal sobre un cojín rojo además de otros que llevaban mitras, a continuación llegó un gran cuerpo de clérigos, funcionarios de la curia y prelados vestidos de blanco con mitras blancas, posteriormente llegaron varios funcionarios papales de rango superior vestidos con "los trajes de la grandeza de España del siglo XVI" así como el prefecto de ceremonias pontificias, el arzobispo Enrico Dante, finalmente, ocho hombres llevaron al Papa en la silla gestatoria la cual estaba revestida con seda color crema y flanqueada por dos flabeos así como por guardias suizos con espadas, una docena de maceros, más miembros de la Casa Pontificia y por altos oficiales de la milicia vaticana. El Papa usaba una mitra dorada y guantes blancos, y estaba cubierto por "una gran capa ricamente bordada que lo envolvía desde el cuello hasta los pies", se podía ver su anillo papal mientras bendecía a la multitud. Mientras la procesión papal pasaba por la plaza, las trompetas tocaron el himno pontificio y sonaron las campanas de la basílica. Al llegar cerca del altar, el Papa tomó su trono y recibió a cada uno de los cardenales por orden de antigüedad mientras le ofrecían su obediencia.
El Papa fue investido para la misa. Durante la misa que precedió a la coronación, la epístola se cantó tanto en latín como en griego. El Papa pronunció una homilía en nueve idiomas, enfatizando los esfuerzos para promover la unidad cristiana y la paz internacional.
El sol ya se había puesto al término de la misa y los reflectores iluminaron el trono papal. La multitud aplaudió mientras el Papa caminaba hacia el trono para la ceremonia de coronación. Un coro entonó el himno "Corona aurea super caput ejus", a continuación, el Decano del Colegio Cardenalicio, Eugène Tisserant, dirigió un Padrenuestro mientras el cardenal diácono Alberto di Jorio retiró la mitra de la cabeza del Papa, finalmente, el cardenal Alfredo Ottaviani sostuvo la tiara papal en alto sobre la cabeza del Papa y luego la colocó sobre ella, pronunciando en latín las palabras: "Recibe la tiara adornada con tres coronas y sabe que eres el padre de los príncipes y gobernante de los reyes, el vicario en la tierra de nuestro salvador Jesucristo, a quien sea el honor y la gloria por los siglos de los siglos". Las campanas de la Basílica de San Pedro sonaron junto a las de 500 iglesias de Roma y el Papa pronunció su bendición urbi et orbi Toda la liturgia duró tres horas mientras que la ceremonia de coronación unos cuatro minutos.

### Tiara

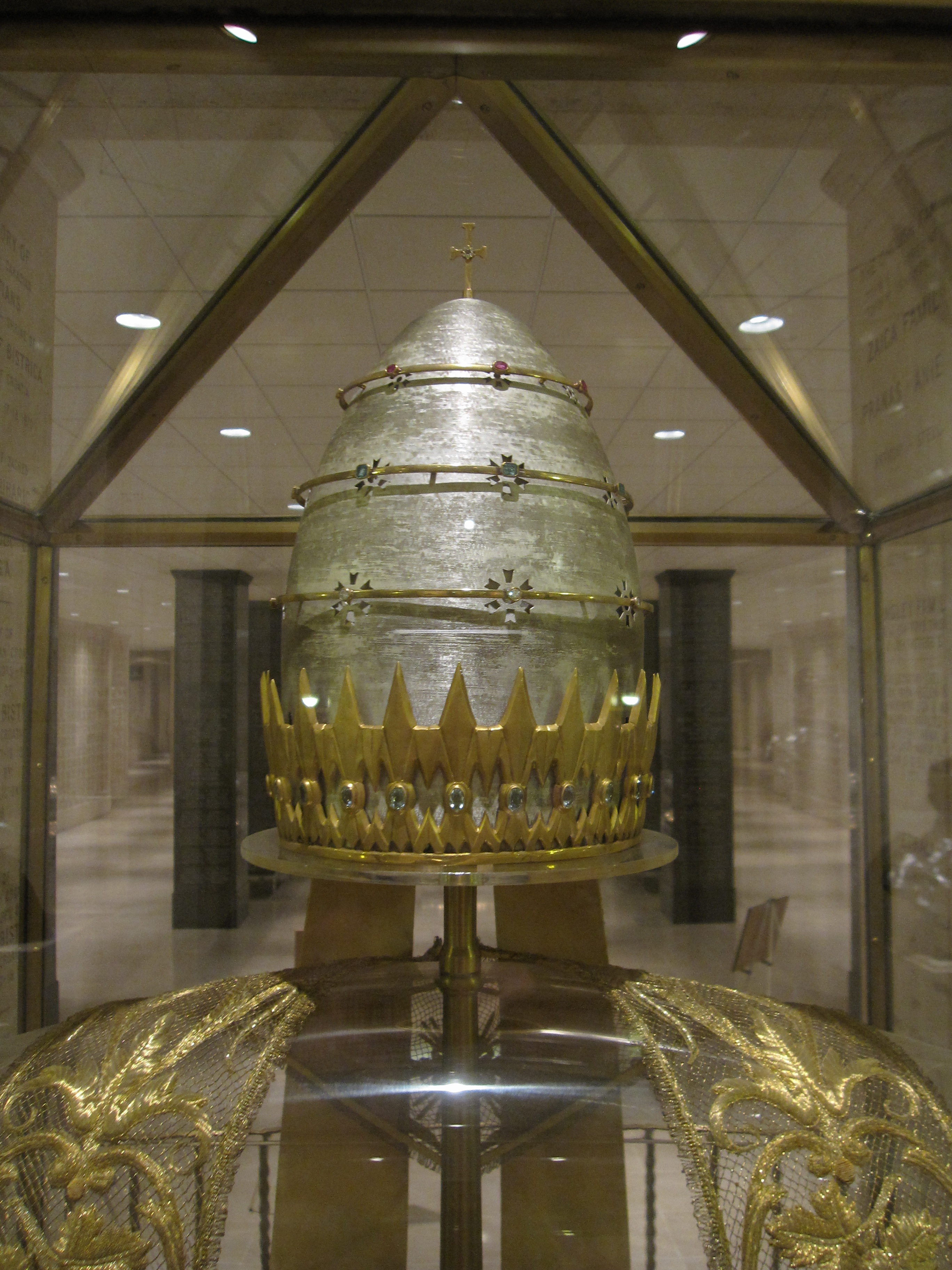
Tiara del Papa Pablo VI, 1963

Se esperaba que Pablo VI fuera coronado con la tiara palatina presentada a Pío IX por la Guardia Palatina en 1877 para conmemorar el 30 aniversario de su consagración episcopal, y utilizada para todas las coronaciones desde León XIII en 1878 hasta Juan XXIII en 1958. Su decoración incluía 540 perlas, más de cien piedras preciosas y numerosos elementos de oro. En lugar de la mencionada tiara, se usó una nueva tiara creada para la ocasión y diseñada según las especificaciones del propio Papa. Era más modesta en su decoración que las anteriores, con forma cónica y no muy ornamentada. Estaba realizada en "plata martillada con tres círculos de oro superpuestos incrustados con diamantes, zafiros y rubíes". Fue un regalo para el Papa con motivo de su coronación por parte de los católicos de la Arquidiócesis de Milán en donde fue arzobispo durante casi una década
Más tarde, Pablo VI abandonó por completo el uso de la tiara. El 13 de noviembre de 1964, tras concluir una misa en la Basílica de San Pedro y ante dos mil obispos presentes, se levantó de su trono, bajó unos escalones, se quitó la tiara y la colocó sobre el altar, según algunos informes lo hizo como una donación a los pobres al haber quedado conmovido por las discusiones durante el concilio sobre la pobreza mundial y la necesidad de que la Iglesia reemplazara los adornos tradicionales. Sin embargo, en la constitución apostólica Romano Pontifici eligendo, Pablo VI permitió que sus sucesores fueran coronados aunque ellos decidieron no hacerlo. En la constitución apostólica Universi Dominici Gregis escrita por el Papa Juan Pablo II en 1996 no se menciona una coronación sino una «Misa de inauguración del pontificado».

## Homenajes relacionados
El gobierno de España concedió amplios indultos a los criminales encarcelados en el país; las reducciones de las penas de prisión variaron entre la mitad y una sexta parte.  La Santa Sede acuñó una moneda conmemorativa para conmemorar la ocasión y un ejemplar de esta moneda se entregó a la reina Isabel II del Reino Unido "por el envío de una Misión Especial" a la coronación.